# Antocha (Antocha) dentifera
Antocha (Antocha) dentifera is een tweevleugelige uit de familie steltmuggen (Limoniidae). De soort komt voor in het Palearctisch gebied.